# Thomas Isermann
Thomas Isermann (* 24. September 1957 in Bremen; † 29. Dezember 2024) war ein deutscher Schriftsteller und Literaturwissenschaftler.

## Leben und Werk
Thomas Isermann studierte Germanistik an der Universität Marburg und an der Freien Universität Berlin. 1984 schrieb er eine Magisterarbeit über Jacob Böhme, 1988 wurde er mit einer über Alfred Döblins Religionssuche bei Gert Mattenklott und Jörg Jochen Berns promoviert (Der Text und das Unsagbare). Bis 2018 war er in einem Großhandelsunternehmen tätig, zuletzt als Geschäftsführer.
Isermann publizierte zahlreiche Aufsätze, unter anderem zu Alfred Döblin, Joseph Görres, Arno Schmidt, Walter Benjamin und Jacob Böhme, gab jährlich Seminare und hielt Vorträge zu Themen der Literatur und Mystik und verfasste Reiseberichte. 2010 trat er als Dichter mit dem Sonetten-Buch Mondrosen an die Öffentlichkeit, 2019 folgte das Romanfragment Scheiternde Schutzengel und 2020 ein Gedichtband über die 1920er Jahre (Stadt und Steine). 2017 erschien ein Standardwerk zu Jacob Böhme (O Sicherheit, der Teufel wartet deiner!), 2021 eine Einführung in Böhmes Schriften. Auch verfasste er das Libretto Vom vierten König zu einer Oper von Neithard Bethke.
Isermann war Vorstandsmitglied der Internationalen Jacob Böhme Gesellschaft in Görlitz.
Er war mit Anett Isermann verheiratet, aus der Ehe stammen zwei Töchter.

## Publikationen (Auswahl)
- Der Text und das Unsagbare. Studien zu Religionssuche und Werkpoetik bei Alfred Döblin. Schulz-Kirchner Verlag, Idstein 1989, ISBN 3-925196-74-9.
- als Hrsg. mit Michael Glasmeier: Schriftproben von Peter Hammer (d. i. Joseph Görres). Merve Verlag, Berlin 1990.
- mit Dirk Schmoll: Selbstermutigung. Sinnliche Impulse durch Kunst und Literatur. Essays. Asanger Verlag, Kröning 2006, ISBN 3-89334-461-6.
- Mondrosen. Sonette. Lyrik. Edition Thaleia, St. Ingbert 2010, ISBN 978-3-924944-94-0.
- Uhrmacher, Bärnhäuter und musikalische Reisen (Heidelberger Satiren v. Clemens Brentano und Joseph Görres). Neuedition der Ausgabe 1988. Neu herausgegeben und mit einem zusätzlichen Nachwort zusammen mit Michael Glasmeier. Textem Verlag, Hamburg 2016, ISBN 978-3-941613-22-5.
- O Sicherheit, der Teufel wartet deiner! Jacob Böhme-Lektüren. (Monographie über das Werk Jacob Böhmes.) Oettel Verlag, Görlitz 2017, ISBN 978-3-944560-37-3.
- Scheiternde Schutzengel. Romanfragment. Oettel Verlag, Gölitz 2019, ISBN 978-3-944560-52-6.
- Stadt und Steine. Über die Zwanziger Jahre. Gedichte. Viadukt Verlag, Görlitz 2020, ISBN 978-3-929872-88-0.
- Jacob Böhme. Eine Einführung in sein Werk. Viadukt Verlag, Görlitz 2021, ISBN 978-3-929872-90-3.
- Negativität in der Psychologie Jacob Böhmes. In: Maillard Chr, Goldblum S (Hrsg): Mystik und Psyche in interkultureller Perspektive. Recherches Germaniques 16, S. 29–53. ISBN 979-10-344-0094-2.
- Unheimliches: Satire und Mystik bei Joseph Görres. In: Bonheim G, Isermann Th, Regehly Th: Mystik und Romantik, S. 128–160. Brill, Leiden, Boston 2022, ISBN 978-90-04-49861-7.
- Zitat und Inspiration: Böhme bei Tieck und Runge. In: Bonheim G, Isermann Th, Regehly Th: Mystik und Romantik, S. 239–265. Brill, Leiden, Boston 2022, ISBN 978-90-04-49861-7.
- Das Labyrinth des Minos. Augusta-Druck, Görlitz 2023.
- Probleme mit der Gelassenheit. In: Bonheim G, Regehly Th (Hrsg): Böhme-Studien 6, Beiträge zu Philosophie und Philologie, S. 19–42. Weißensee Verlag, Berlin 2024, ISBN 978-3-89998-432-3.